# Radetzky Jenő
Id. Radetzky Jenő (Tárnok, 1909. június 14. - Székesfehérvár, 1991. november 26.) gimnáziumi tanár, ornitológus, természetfotós, természetvédő, az agárdi Madárvárta létrehozója és első igazgatója.

## Élete
Édesapja kántortanító magával vitte a természetjárásaira, amiből gyökerezett természetszeretete.
1937-től Székesfehérváron, az Ybl Miklós Gimnáziumban kezdett tanítani, s a diákélet nagy szervezője volt. A második világháborúban légós szolgálatot teljesített Székesfehérváron, családját Nádasdladányba menekítette. A nyilas uralom alatt Tésen rejtőztek. Családi házukat is lebombázták. 1949-1950-ben a gimnázium igazgatója lett, majd 1955-1970 között megyei szakfelügyelő volt. Az agárdi Madárvártát 1957-1959 között széles körű társadalmi összefogással építtette Radetzky Jenő, aki 1991-ben bekövetkezett haláláig vezette a Madárvártát. A Madárvártát, a 'Kiserődöt' 1965-ben Chernel Istvánról nevezték el.
1991-ben helyezték örök nyugalomra Székesfehérváron, a Fecskeparti temetőben.
Tojástannal (oológia) foglalkozott. Kezdeményezésére több Fejér megyei és Velencei-tó környéki területet nyilvánítottak védetté. 1972-től Székesfehérvár díszpolgára. 1992-től posztumusz Fejér megye Díszpolgára.

## Művei
Tanulmányait a Kócsag című, a Fehérvári Múzeum által kiadott folyóiratban jelentette meg. Nagyszámú levelet írt és kiterjedt levelezést folytatott.

## Elismerései
- TIT aranykoszorús jelvény
- Az emberi környezetért kitüntetés
- Bugát Pál-emlékérem
- Ifjúsági Díj
- Chernel István-emlékérem (1979)
- Pro Natura emlékérem (1984)

## Emlékezete
- Gárdony agárdi városrészében mellszobor őrzi az emlékét a csónakkikötő melletti szoborparkban (Kontur András alkotása);[3]
- Tárnokon, a Marton utcai iskolánál 2000-ban emléktáblát avattak az emlékére.